# 泥棒役者
『泥棒役者』（どろぼうやくしゃ）は、西田征史が作・演出を手がけた日本の喜劇。2006年に片桐仁ときたろう主演で、劇団たいしゅう小説家の第10回公演として初演されたグランドホテル方式の演劇である。
2017年、同じく西田が脚本・監督を務めた同名映画が丸山隆平主演で公開され、翌2018年には丸山主演で舞台を再演。各作品には変更点が存在し、西田曰くそれぞれの作品は「違うもの」として作られている。

## あらすじ
邸宅の訪問客に家の主と勘違いされた泥棒は、主人を装ってその場を乗り切ろうとする。そして真に邸宅の主である童話作家とともに、童話を書くこととなる。

## 初演 (2006年)
2006年に西田征史の脚本・演出で、劇団たいしゅう小説家の第10回公演として初演された。主演は片桐仁ときたろう。9月9日 - 18日に東京芸術劇場ホール2で、9月23, 24日に神戸オリエンタル劇場で上演。
西田は「『泥棒』というネガティブな要素が与えるポジティブな影響」という構造を基に脚本を手がけ、「からっと笑えて元気が出る芝居」を制作。西田にとっては本作と、同時期に脚本を手がけた映画『ガチ☆ボーイ』(2008年公開) が飛躍のきっかけとなった。
以下、キャスト、スタッフは劇団たいしゅう小説家のホームページより。

### キャスト (初演)
泥棒
演 - 片桐仁
童話作家
演 - きたろう
- 上野なつひ
- 子休暁
- 蛭子直和
- ムロツヨシ
- 植田靖比呂

### スタッフ (初演)
- 脚本・演出 - 西田征史
- 照明 - 宮野和夫
- 美術 - 大津英輔
- 音響 - 浦崎貢
- 舞台監督 - 寅川栄司
- 音楽 - こばやしたつや
- 制作 - 小原幸英
- スタイリスト - 伊賀大輔
- アートディレクション - 西尾真人
- デザイン - 近藤洋一
- 撮影 - 大坪尚人
- 演出助手 - 高橋悠也
- 協力プロデューサー - 横倉早苗
- プロデューサー - 高橋正行

## 映画 (2017年)
同名の日本のコメディ映画『泥棒役者』が2017年11月18日公開。脚本・監督は原作者である西田征史。主演は丸山隆平。台湾でも公開された。DVD/Blu-rayは2018年5月16日発売。

### 制作

#### 企画
西田の映画監督2作目となる本作は、自身の作・演出舞台『泥棒役者』を映画用に書き直したものである。2作目を打診された西田は元より自作舞台の映像化を志向しており、「舞台で再演したかった作品」である『泥棒役者』を原作に決めた。あえて映画での"再演"を果たした理由は、「喜劇の構造…笑わせて入りながら、テーマに導いていく部分を見せたかったから」だという。舞台初演から10年を経た映画版では、舞台版の「からっと笑えて元気が出る芝居」に、「挫折」や「後悔」というテーマが加えられている。原作が会話劇ということもあり、セリフ量は舞台そのまま詰め込んであるが、映画化にあたって変更点も存在する。室内劇であるため閉塞感を観客に感じさせないように、映画オリジナルキャラクターらの屋敷外のシーンを組み込んだり、部屋の壁紙の色で映像ならではの広がりをもたせるようにしている。

#### キャスティング
映画版の主人公は、舞台初演の主役である「泥棒」に「はじめ」と名を付けたものである。劇中で「泥棒」「豪邸の主人」「絵本作家」「編集者」の1人4役を演じる主人公は、本作が映画単独初主演となる丸山隆平が務めた。丸山が2012年に西田の作・演出舞台『BOB』で主演を務めた縁でプライベートでのつきあいがあった西田は、丸山の「明るい印象」と「どこか寂しげな表情」が、作品の明るさと主人公の切なさの両面を表現するのに適任であると思い至り、脚本段階から丸山を想定して宛書きしていた。そのため映画版の主人公は、舞台初演で片桐仁が演じたコミカルな泥棒役とは性格を異にしている。
オファーを受けた丸山は脚本を読んで、自身の明るいパブリックイメージと自分に自信のないネガティブな部分が主人公と共通していることや、「すごく複雑かつ面白い脚本」「それぞれのキャラクターを愛おしく思うような、温かい話」であることを感じたという。丸山は自宅で西田とともに役作りに臨み、後に共演者である市村正親や宮川大輔も招いて読み合わせを行った。丸山は当初、主人公の暗い過去を表現するためコミュニケーションが苦手な部分を強調していたが、西田の助言により高畑充希演じる恋人の存在で自信を持った演技に変更された。またその高畑は、西田が脚本を手がけた2016年のテレビドラマ『とと姉ちゃん』での主演を縁にオファーされている。

#### 撮影
2017年1月26日クランクイン。3月ごろクランクアップしたとされる。
主人公を演じる丸山は自毛に強いパーマをかけた髪型である。丸山は監督である西田の指示で、ビジュアル解禁まではその髪型を外部に漏らさないよう、他のテレビ出演時などに毎回パーマをストレートに戻したという。絵本作家役の市村正親にはマッシュルームカットのウィッグをかぶせることで、西田は市村の「お茶目でかわいらしい部分」を引き出すことを目指した。
ほとんどの場面が室内で展開するワンシチュエーション作品であり、撮影は主に東宝スタジオ内に組まれたセットで行われた。西田はキャラクターのセリフを綿密に計算して演出をつけているため、本作には役者によるアドリブのシーンが存在しない。しかし西田によると、丸山はその演出を受け入れた上で、自身のセリフだけでない"受け身"の芝居、相手のセリフへの"リアクション"を上手く表現していたという。また主人公の恋人・美沙役を演じた高畑充希は2日間のみの撮影であったが、演出に従った彼女の演技について西田は「台本通りでこの生っぽさは素晴らしかった」と絶賛した。

#### プロモーション
2017年6月から特報がYouTubeにて公開された。ナレーションを担当したのは、西田脚本の2011年のアニメ『TIGER&BUNNY』で主人公・ワイルドタイガー / 鏑木・T・虎徹の声優を務めた平田広明。平田は劇中の写真でカメオ出演している。また西田の初監督作品である2012年の映画『小野寺の弟・小野寺の姉』に出演した、弟・進役で向井理、姉・より子役で片桐はいりもカメオ出演している。
9月12日に本作の予告映像が公開された。同時に発表された本作の主題歌は、丸山が所属する関ジャニ∞の「応答セヨ」。西田とのトークセッションを経て制作された楽曲である。作曲は中野領太、作詞はポルノグラフィティのギタリスト・新藤晴一が務め、「目標に向かう姿」を力強いバンドサウンドで歌っている。
また公開に先駆けて9月23日、映画版をノベライズした小説『泥棒役者』が、三羽省吾の筆で角川文庫より発刊された。映画版と比較して主人公の過去にページが割かれており、意志薄弱な主人公がなぜ泥棒となったかが描かれている。小説の評価はダ・ヴィンチニュースのK (稲)によると、登場人物の嘘と誤解が重なり合う「コミカルなストーリー」と、その中で登場人物たちの"過去"に触れる「温かな人間描写」がある作品と述べ、西田の脚本を三羽が巧みに描いた「完成度の高いエンターテインメント小説」と紹介された。そのほか辰巳電子工業のプリントシール機で背景やスタンプを映画仕様に変更可能とするコラボレーションなどが行われた。

### 公開
2017年10月27日、第30回東京国際映画祭の特別招待作品として上映されたのち、11月18日に全国225スクリーンで公開された。公開2日間で6.7万人を動員、興行収入8900万円を記録し、興行通信社による11月18, 19日の国内映画ランキング（全国週末興行成績）で初登場4位。翌週25, 26日の同ランキングでは7位となった。ぴあ編集部による2017年11月17日、18日公開のぴあ映画初日満足度ランキングで1位を獲得。12月1日には公開御礼ヒットイベントが行われた。

### 批評
映画ライターのイソガイマサトはぴあ映画生活の批評で、前半部のコミカルなワンシチュエーション、中盤以降のサスペンス、そして終盤の感動へと、西田ならではの脚本で物語が転調し、「ジャンル映画の多彩な面白さが詰まった、老若男女の誰もが手放しで楽しめる極上のエンタテインメント」であるとした。映画・ドラマライターのなかざわひでゆきは、シネマトゥデイの短評で星5つを付け、「脚本がべらぼうに面白い」「往年のハリウッド映画を彷彿とさせる洒脱なユーモアとナンセンスな展開」と絶賛した。杉山理紗は日刊スポーツのコラム『映画この一本』にて、「舞台のようなライブ感」があり、喜劇のみならず泣ける要素もある「後味の良いコメディー」とした。石塚圭子はシネマトゥデイにて、主人公の「心の中に表には見せない葛藤を抱えている人物」「ほんわかした明るさの中ににじみ出るペーソスは、丸山にしかない独特の魅力」であるとし、魅力を生かした西田の宛書きとそれに応えた丸山の演技を讃えた。

### ストーリー (映画)
鍵開けの元泥棒・大貫はじめは、昔の仲間に脅されて豪邸に侵入する。そこへ次々と客が訪問し、はじめは泥棒であることがばれないよう様々な役を演じることとなり、勘違いを重ねて物語は進んでいく。

#### 構成
本作のタイトル『泥棒役者』は主人公を意味しており、主人公は泥棒であることがばれないよう嘘をつき、様々な役を演じることになる。しかし本作の登場人物は、セールスマンや編集者らも大なり小なりみな嘘をついており、また泥棒である主人公も根っからの悪人ではない。そして西田によると"主人公の嘘"は早い段階で登場人物たちにばれてしまう。真に描きたかったのは嘘がばれた後の部分だという。
主人公は意志薄弱だが恋人がおり、彼女を守りたい一心で行動を重ねていく中で、「自分らしい生き方」に気づくまでが本作では描かれている。一方で他の登場人物たちはみな独り身である。西田によると、人間は基本的に一人で生きるものであり、表では明るく過ごしていてもふとしたときに寂しさを感じて涙することもあるのではないか、とのことである。主人公は屋敷から早く逃げたい気持ちと、孤独な彼らを愛おしむ気持ちを抱えながら、問題解決に尽力していく。
なお主人公が泥棒として収監された経緯についてはこの映画のノベライズ本で詳細に語られている。

### キャスト (映画)
大貫はじめ〈29〉
演 - 丸山隆平（幼少期：岩田琉聖）
主人公。元泥棒の溶接工員。気弱でコミュ障。
前園俊太郎
演 - 市村正親
絵本作家。豪邸に住む。
奥江里子
演 - 石橋杏奈
編集者。
畠山則男
演 - 宮川大輔
泥棒。はじめの昔の仲間。はじめを脅して2人で豪邸に忍び込む。
高梨仁
演 - 片桐仁
ユーチューバー。前園家の隣に住むクレーマー。
藤岡美沙
演 - 高畑充希
はじめの恋人。料理上手で気遣いのできる女性。
米村真由美
演 - 峯村リエ
編集長。奥の上司。
轟良介
演 - ユースケ・サンタマリア
前園家に訪れるセールスマン。
他
演 - 平田敦子、チャド・マレーン、兒玉宣勝、平田広明、成田偉心
声の出演
演 - 新津ちせ、松永麻里、三坂知絵子、田中誠人、田中太
小野寺姉弟
演 - 向井理、片桐はいり
両者とも監督の西田の作品「小野寺の弟・小野寺の姉」の主演であり、劇中の「小野寺進・小野寺より子」名義でカメオ出演している。

### 劇中歌
- タマとミキのうた(歌･新津ちせ)

### スタッフ (映画)
- 監督・脚本 - 西田征史
- 音楽 - 遠藤浩二
- 主題歌 - 関ジャニ∞「応答セヨ」（INFINITY RECORDS）[45]
- 撮影 - 相馬大輔
- 編集 - 日下部元孝
- 美術 - 五辻圭
- 照明 - 佐藤浩太
- 録音 - 小松将人
- アニメーション制作 - 朝倉真愛、姫田真武
- 特殊造形・着ぐるみ制作 - スドー・アート工房（山本和弘、橋本綾子、道口彩、原田真由子）
- スタントコーディネーター - 吉田浩之
- 製作者 - 村田嘉邦、隅田壮一、藤島ジュリーK.、加太孝明、水野道訓
- 企画・プロデュース - 松本整、明石直弓
- プロデューサー - 小松重之、大畑利久
- アソシエイトプロデューサー - 成瀬保利
- 製作 - 「泥棒役者」製作委員会（博報堂DYミュージック&ピクチャーズ、読売テレビ、ジェイ・ストーム、ROBOT、ソニー・ミュージックエンタテインメント）
- 制作プロダクション - ROBOT
- 配給 - ショウゲート

## 再演 (2018年)
2018年4月5日 - 10日、舞台版の再演を大阪・サンケイホールブリーゼ、4月15日 - 5月11日に東京グローブ座にて上演。脚本・演出は西田征史。主演は丸山隆平。
今作は2006年初演時の舞台脚本と2017年映画版の脚本を織り交ぜた作品となり、それぞれの作品は「違うもの」として作られている。雰囲気は舞台版初演に近くコメディー色の強いものである一方、物語のテーマは映画版のヒューマン要素を取り入れている。なお映画版に引き続き主人公を演じる丸山は、映画版で西田の脚本に忠実に演じることを目指した反面、今作では舞台版で変更された主人公の人間像を考慮して自身の意見も盛り込んでいる。

### ストーリー (再演)
泥棒・大貫はじめが、仲間であるのりお、コージとともに忍び込んだ豪邸に、セールスマン・轟良介が訪れる。突然の来訪に住人を装うはじめだったが、屋敷の主・前園俊太郎に見つかってしまう。童話作家の前園ははじめを新人編集者と勘違いするが、そこに本物の編集者・奥江里子が訪れる。彼女の名字「奥さん」を妻の意味だと勘違いして、4人の会話は交錯する。そんな中、はじめが泥棒であることを悟った前園は、逃走の条件として彼に童話の執筆を依頼する。前園は妻の亡き後、童話を書けなくなっていたのだ。そして、はじめを前園のゴーストライターだと勘違いした奥と、かつて小説家志望だった轟の協力を受け、4人は童話を執筆することになる。

### キャスト (再演)
大貫はじめ
演 - 丸山隆平
泥棒。
前園俊太郎
演 - 東山紀之
童話作家。
奥江里子
演 – 佐津川愛美
前園を担当する新人編集者。
轟良介
演 –  与座よしあき
屋敷を訪れたセールスマン。
高梨
演 – 川島潤哉
ユーチューバー。
のりお
演 – 中川晴樹
泥棒。
コージ
演 – 中谷竜
泥棒。
警察官
演 – 後藤剛範

### スタッフ (再演)
- 脚本・演出 - 西田征史
- 美術 – 中根聡子
- 照明 – 佐藤啓
- 音楽 – 遠藤浩二
- 音響 – 大木裕介
- 衣装 – 及川千春
- ヘアメイク – 大宝みゆき
- 演出助手 – 須藤黄英
- 舞台監督 – 津江健太
- 宣伝美術 – エンライトメント
- 宣伝カメラマン – 間中宇
- 宣伝スタイリスト – 高橋毅
- 宣伝ヘアメイク – 大宝みゆき、石津千恵
- 宣伝製作 – エム。シィオー。
- 宣伝PR – ディップス・プラネット
- 協力 – ゴーチ・ブラザーズ
- 制作 – 時田曜子、中立亜矢
- 票券 – 後藤まどか
- 製作助手 – 城早乙合
- アシスタントプロデューサー – 古川友莉
- プロデューサー – 大西規世子、堂本奈緒美、伊藤達哉
- エグゼクティブプロデューサー – 藤島ジュリーK.
- 制作協力 – ジャニーズ事務所
- 運営協力 – キョードー大阪
- 主催・企画製作 – 東京グローブ座

## 関連商品
- DVD 『泥棒役者』（2007年3月21日発売、ポニーキャニオン）JAN 4988013275744 - 舞台初演の模様を収録
- 小説 『泥棒役者』（小説：三羽省吾、原作：西田征史）（2017年9月23日発売、角川文庫）ISBN 978-4-04-105494-9 - 映画版の小説化[33]
- CD 『映画「泥棒役者」オリジナル・サウンドトラック』 (2017年11月15日発売、VAP) JAN 4988021819916
- DVD/Blu-ray『泥棒役者』 (2018年5月16日発売、ジェイ・ストーム) JAN 4580117626844 – 映画版を収録